# Phyllanthus niruri
Phyllanthus niruri este o plantă tropicală răspândită frecvent întâlnite în zonele de coastă, cunoscute sub denumirile comune adierea vântului, întreruptorul de piatră sau de semințe sub-frunze. Este o rudă a spurges, aparținând genului Phyllanthus familiei Phyllanthaceae.

## Nume
Denumiri comune pentru Phyllanthus niruri includ Piedra Chanca în limba spaniolă, bhumyamalaki în Ayurveda,-sampa sampalukan în tagalog, și Quebra-Pedra în portugheză. Planta este cunoscut sub numele de Nela usiri (నేల ఉసీరీ) în telugu, keezha Nelli (கீழாநெல்லி, o abreviere a கீழ்க்காய்-நெல்லி, însemnând "boabe de sub ') în Tamil, Nelli Nela (ನೆಲ ನೆಲ್ಲಿ) în Kannada, Nelli keezhar în malayalam. Ea are multe alte nume comune în limbi asortate, inclusiv Anak dukong, dukong-dukong Anak, amin buah, rami buah, Hutan Turi, bhuiaonla și Hijau meniran (în Indonezia), Obukoko în limba Urhobo, NLI-ndulie în limba Ukwani în regiunea Niger-Delta din Nigeria.

## Descriere

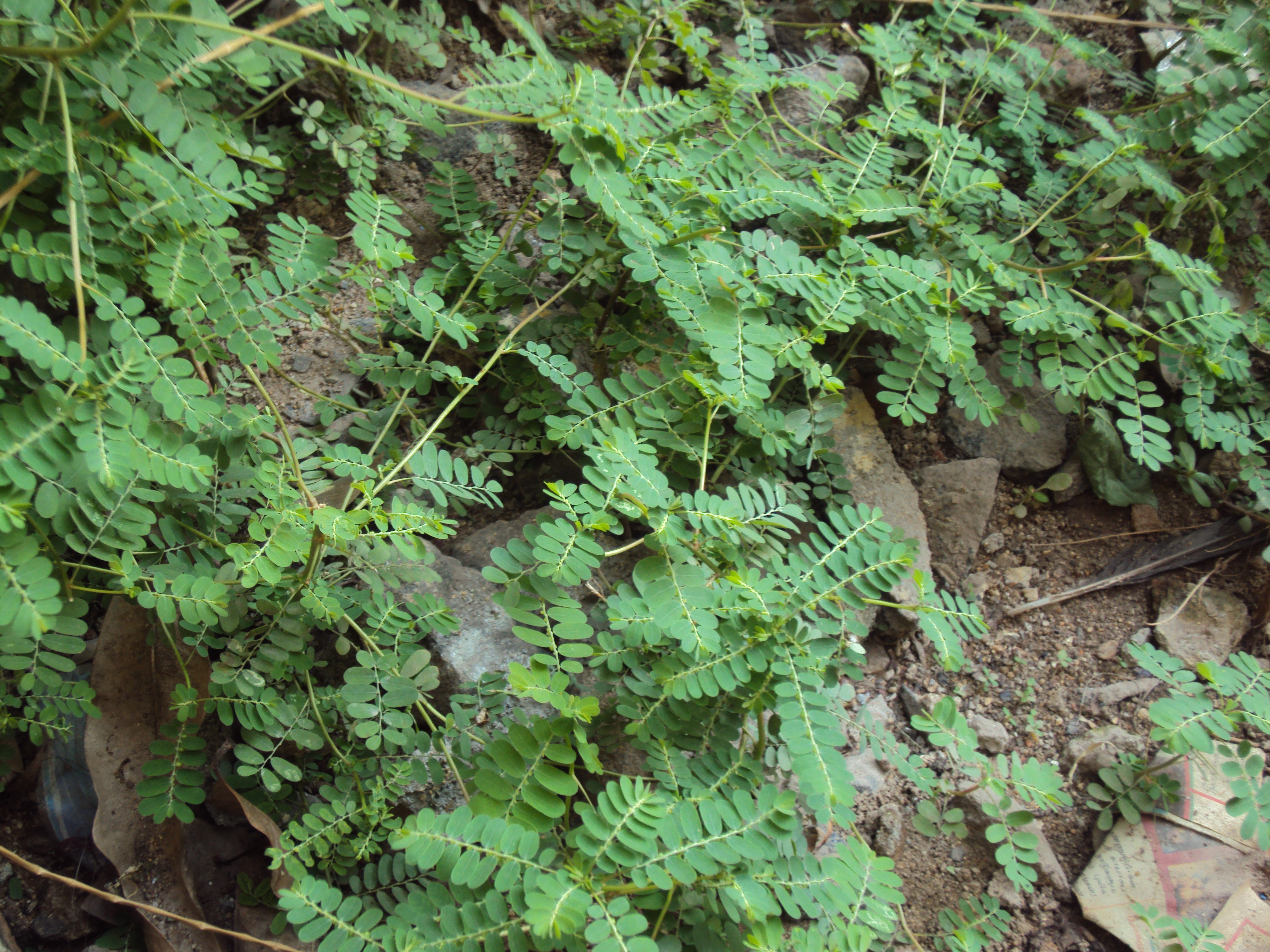
Phyllanthus niruri

Ea creste 50-70 cm (20-28 inch) inaltime si ursi ascendenți ramuri erbacee. Coaja este netedă și verde deschis. Ea poartă numeroase flori verde pal, care sunt de multe ori se spală cu flux roșu. Fructele sunt capsule mici, netede care conțin semințe.

## Medicină tradițională
Phyllanthus niruri este o plantă importantă a sistemului Ayurvedic de medicină indian în care este utilizat pentru probleme ale stomacului, sistemului genitourinar, ficat, rinichi și splină.

## Studiu clinic
P. niruri a fost investigat pentru beneficiile sale potențiale medicamente, în special în ceea ce privește blocarea formarea de pietre la rinichi și activitatea anti hepatitis B . Cu toate acestea, există dovezi științifice insuficiente a eficacității sale; a Cochrane review a concluzionat că "nu există dovezi convingătoare că Phyllanthus, comparativ cu placebo, beneficii pentru pacienții cu infecție cronică cu VHB."

## Linkuri externe
- Bhuiaonla (Phyllanthus niruri): A Useful Medicinal Weed
- Medicinal Uses
- Tropical Plant Database